# 坂井市立平章小学校
坂井市立平章小学校（さかいしりつ へいしょうしょうがっこう）は、福井県坂井市丸岡町霞町2丁目にある公立小学校。

## 沿革
- 1804年（文化元年） - 丸岡城内三の丸に丸岡藩の藩校・平章館として創立[1]。
- 1805年（文化2年） - 家士の子弟の教育を本格的に開始。
- 1869年（明治2年） - 一般民の入学を許可。
- 1871年（明治4年） - 三の丸旧役場を新校舎とする。
- 1872年（明治5年） - 丸岡官立小学校と改称。
- 1873年（明治6年） - 平章小学校と改称。
- 1878年（明治11年） - 平章小学校校舎竣工。同年10月、明治天皇行幸の際、行在所となる。
- 1886年（明治19年） - 尋常小学校4年制（義務制）を開始、高等小学校（4年制）を併設。
- 1892年（明治25年） - 平章尋常高等小学校と改称。
- 1907年（明治40年） - 義務教育が6ヶ年となる。
- 1909年（明治42年） - 皇太子ご行啓。
- 1927年（昭和2年） - 明治天皇行幸50周年記念式典を挙行。
- 1933年（昭和8年） - 校舎全館が史蹟指定地となる。
- 1934年（昭和9年） - 明治天皇行在所史蹟保存碑を建立。
- 1941年（昭和16年） - 国民学校令により平章国民学校と改称。
- 1947年（昭和22年） - 学制改革により丸岡町立平章小学校と改称。同年10月、昭和天皇が行幸される。
- 1948年（昭和23年） - 6月の福井震災で全校舎倒壊、焼失。8月にはテント張りバラック教室で授業再開。
- 1949年（昭和24年） - 校舎を旧丸岡高等女学校跡（現在地）へ移転。本館と体育館、北校舎を新築落成。
- 1951年（昭和26年） - 南校舎を落成。給食室の新築、給食開始。
- 1952年（昭和27年） - 平章幼稚園を開園。
- 1953年（昭和28年） - 校歌を制定。
- 1963年（昭和38年） - 平章小学校創立90周年記念式典を挙行。
- 1965年（昭和40年） - 給食室を増改築。
- 1972年（昭和47年） - 鉄筋校舎の東校舎が完成。
- 1973年（昭和48年） - 平章小学校創立百周年記念式典を挙行。
- 1979年（昭和54年） - 本館完成。
- 1980年（昭和55年） - 高床式体育館完成、校舎落成。明治天皇行幸百周年式典を挙行。
- 1985年（昭和60年） - 学校プールが完成。
- 1986年（昭和61年） - グラウンド整備が完成。
- 1995年（平成7年） - 校舎大規模改造（旧校舎）。
- 1996年（平成8年） - 校舎大規模改造完成。
- 1998年（平成10年） - 体育館屋根の吹き替え。
- 2001年（平成13年） - 平章小学校ホームページを開設。
- 2003年（平成15年） - 平章幼稚園を平章幼保園として分離。
- 2004年（平成16年） - 平章教育200周年記念式典を挙行。
- 2006年（平成18年） - 市町村合併で坂井市が発足したことにより、坂井市立平章小学校と改称。

## 通学区域
- 西瓜屋（1字）・西里丸岡（2字～9字、11字）・乾下田・針の木1丁目・朝陽1丁目・朝陽2丁目・一本田福所・一本田中（21字、23～26字、28～36字、38字、40～48字）・御幸1丁目・一本田（1字～3字、4字の一部）・八幡町・谷町3丁目・谷町2丁目・谷町1丁目・富田町1丁目・富田町2丁目・石城戸1丁目・石城戸2丁目・石城戸3丁目・石城戸4丁目・巽町1丁目・巽町2丁目・巽町3丁目・本町1丁目・本町2丁目・本町3丁目・本町4丁目・丸岡本・柳町・乾・栄1丁目・栄2丁目・上田町1丁目・上田町2丁目・荒町・松川町・霞町1丁目・霞町2丁目・霞町3丁目・霞町4丁目・霞町・松川・城北5丁目の一部・城北6丁目の一部・長畝（75字の一部、79字）・里丸岡・東陽2丁目・猪爪（1字、5字の一部、26字）・猪爪3丁目の一部・猪爪4丁目の一部・猪爪5丁目の一部[2]

## 進学先中学校
- 坂井市立丸岡中学校[2]

## アクセス
- 京福バス
  - 31 丸岡線（明道中学校前・森田経由）「平章小学校前」下車。
  - 32 丸岡線（町屋町・森田経由）「平章小学校前」下車。
  - 36 丸岡線（県立病院・福井新聞社前・下安田経由）「平章小学校前」下車。

## 関係者

### 出身者
- 今川節（作曲家、1923年（大正12年）平章小学校高等科卒業[3]）

## 学校周辺
- 丸岡城

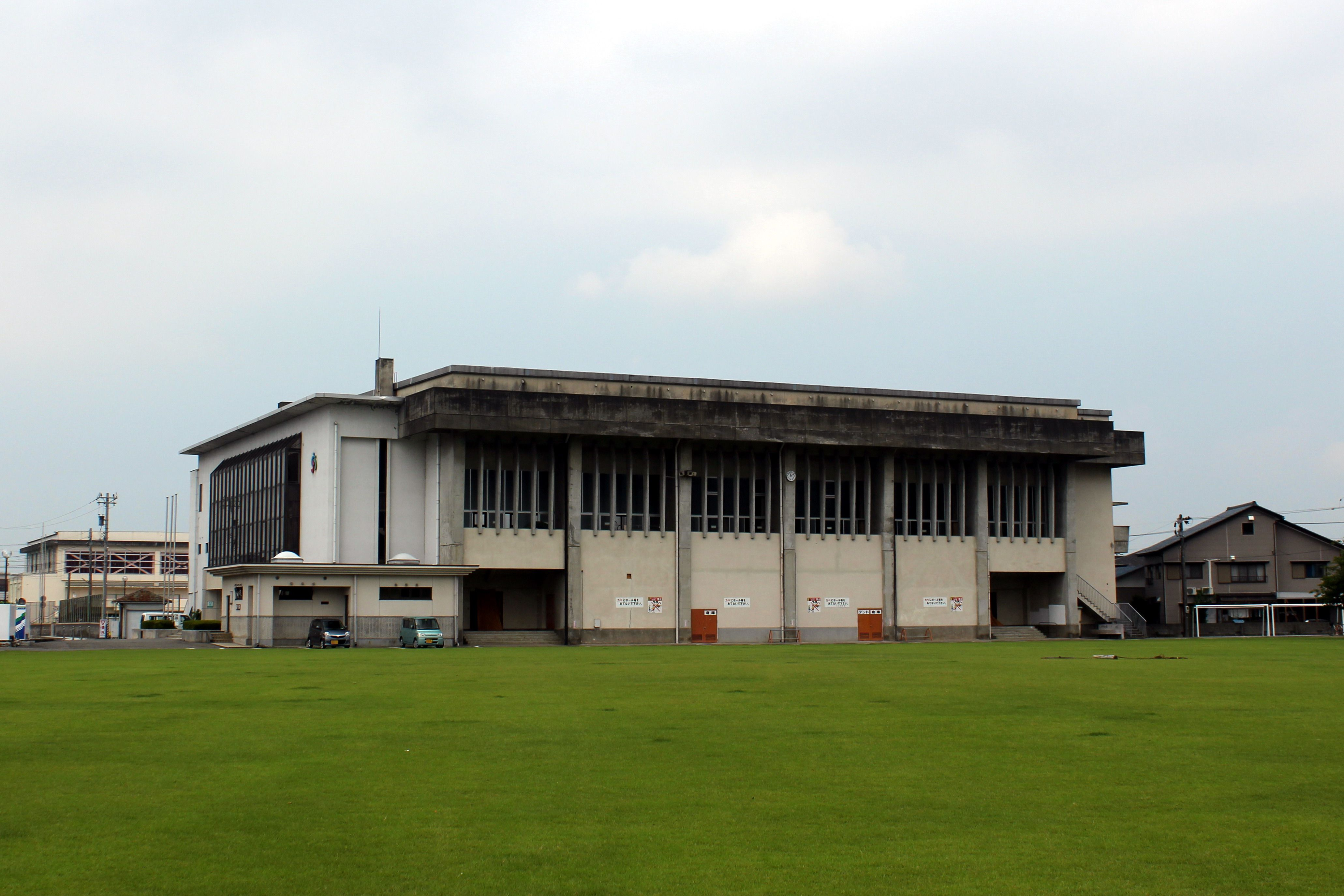
丸岡体育館
- 丸岡公民館
- 坂井市立丸岡図書館

- 丸岡体育館